# 布里安·阿法纳多尔
布里安·奥尼尔·阿法纳多尔·佩雷斯（西班牙語：Brian O'Neill Afanador Pérez，1997年3月6日—）生于乌图阿多，是一名波多黎各男子乒乓球运动员。2016年4月2日，布里安成为历史上第一位获得奥运参赛资格的波多黎各男子乒乓球选手。
布里安的父亲艾拉蒂奥（Eladio）是波多黎各男子乒乓球代表队的教练。他的表亲梅拉妮·迪亚斯、阿德里安娜·迪亚斯、法比奥拉·迪亚斯和加布里埃拉·迪亚斯也都从事乒乓球运动。